# مايكروسوفت الهند

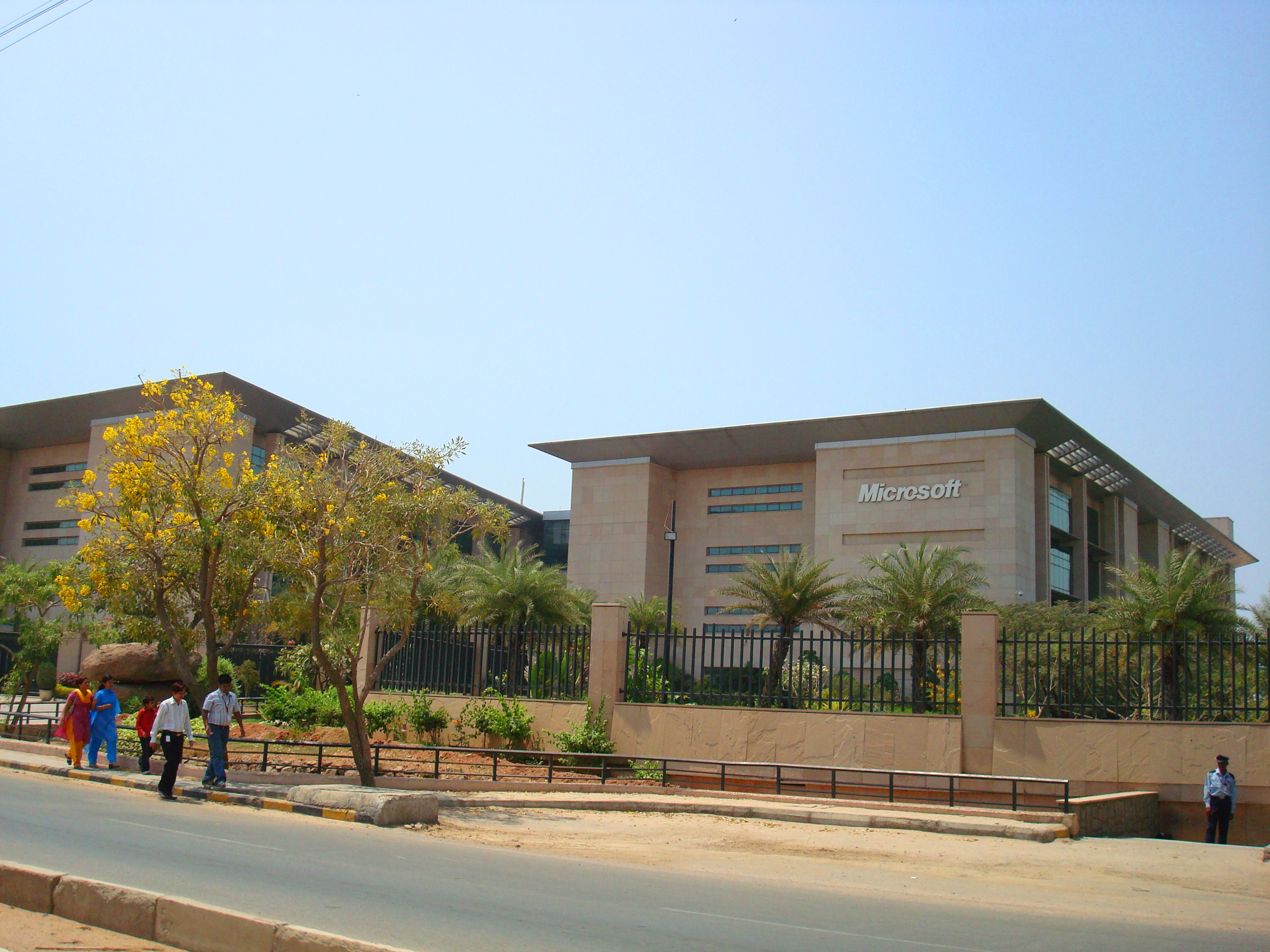
مكتب مايكروسوفت الهند في مدينة حيدر آباد.

مايكروسوفت الهند (بالإنجليزية: Microsoft India)‏، هي شركة هندية تابعة للشركة الأم مايكروسوفت، أسست الشركة الفرعية سنة 1999، وتقع مقرها في مدينة حيدر آباد بالهند.

## الموقع الخارجي
- الموقع الرسمي